# Комітет національного визволення (Італія)

Прапор Комітету національного визволення

Комітет національного визволення (італ. Comitato di Liberazione Nazionale, CLN) — італійська підпільна суспільно-політична організація, створена 9 вересня 1943 року в Римі за ініціативою Італійської комуністичної партії для координації діяльності всіх політичних сил для боротьби з фашизмом та для визволення Італії.

## Склад і повноваження
До складу Комітету ввійшли представники шести партій: Комуністичної, Християнсько-демократичної, Партії дії, Ліберальної, Соціалістичної та Демократичної партії праці. Поява Комітету була зумовлена необхідністю об'єднання зусиль з попередження розпаду країни та через нездатність політичного керівництва країни протистояти відновленню фашизму.
Партизанські з'єднання, контрольовані CLN, включали комуністичні гарибальдійські бригади, бригади «Справедливості і свободи» (від Партії дії), соціалістичні бригади Маттеотті, автономні бригади, республіканські бригади Мадзіні й народні бригади християнських демократів. Окрім того, були й інші невеликі партизанські загони анархістів, католиків і монархістів, дії яких також координувались Комітетом.
За домовленістю зі США, Комітету дозволили сформувати місцеві адміністрації в центральній та північній Італії після їх звільнення, а 1944 року після звільнення Рима сформувати уряд Італії, що діяв до самого проголошення республіки 1946 року.